# دیزنی اینفنتی
دیزنی اینفنتی (به انگلیسی: Disney Infinity) یک بازی اکشن-ماجراجویی با گیم‌پلی غیرخطی است که توسط آوالانچه و هوی آیرون استودیوز ساخته شده و توسط استودیو دیزنی اینتراکتیو منتشر شده‌است. این بازی برای آی‌اواس، اکس‌باکس ۳۶۰، پلی‌استیشن ۳، نینتندو ۳دی‌اس، وی، وی یو و مایکروسافت ویندوز در دسترس است.